# St. Gallus (Deubach)

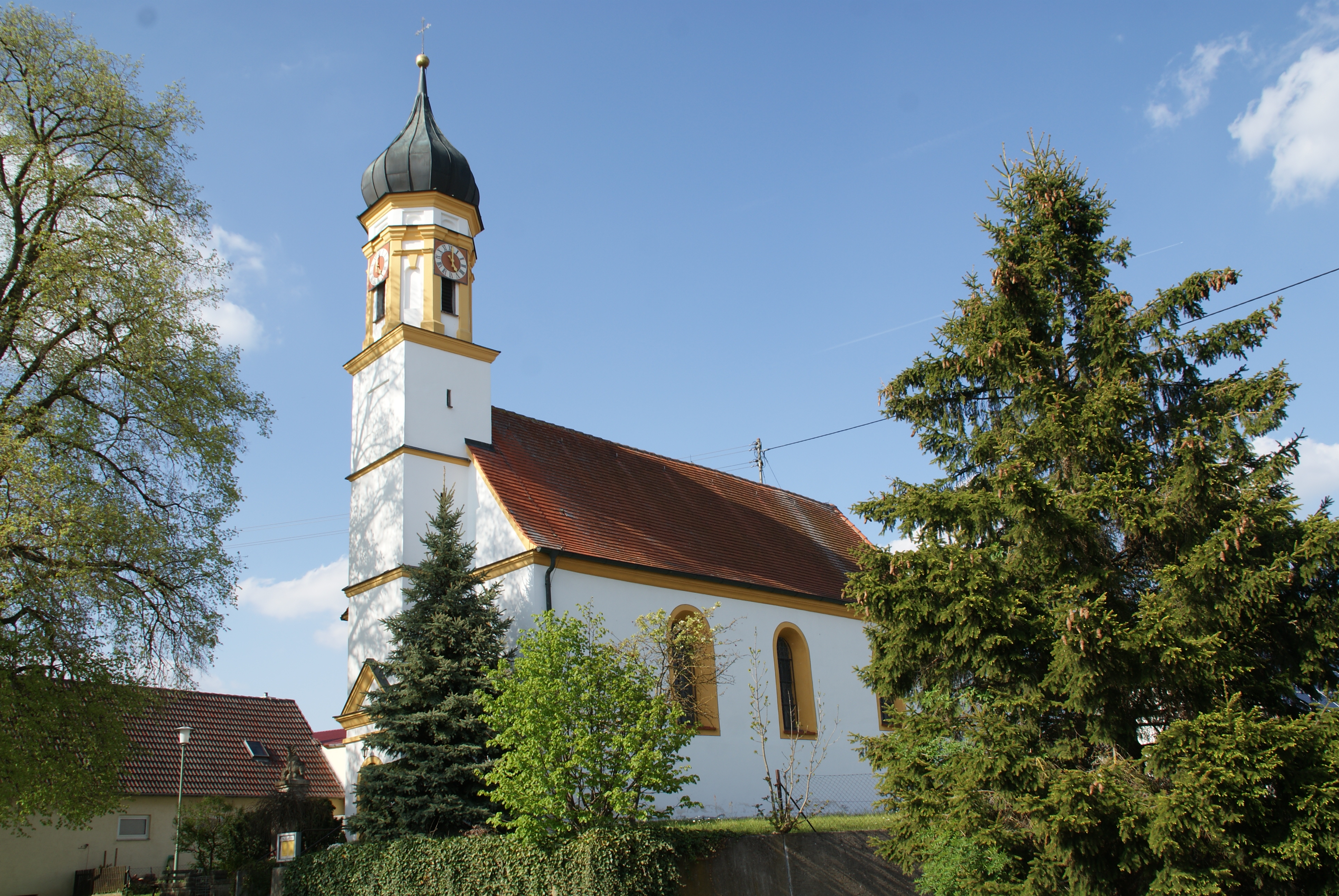
St. Gallus in Deubach

Die römisch-katholische Filialkirche St. Gallus steht in Deubach, einem Gemeindeteil von Gessertshausen im Landkreis Augsburg von Bayern. Das Bauwerk ist in der Liste der Baudenkmäler in Gessertshausen als Baudenkmal unter der Nr. D-7-72-148-3 eingetragen.

## Beschreibung
Das Langhaus der Saalkirche wurde im Kern in der zweiten Hälfte des 12. Jahrhunderts erbaut. Mit dem Anbau des eingezogenen, dreiseitig geschlossenen Chors im Osten am Ende des 15. Jahrhunderts wurden die Wände des Langhauses erhöht. Im Fassadenturm auf quadratischem Grundriss im Westen aus dem frühen 17. Jahrhundert befindet sich das Portal, das mit einem Dreiecksgiebel verdacht ist. Der Fassadenturm wurde mit einem achteckigen, mit Pilastern an den Ecken verzierten Geschoss  aufgestockt, das die Turmuhr und den Glockenstuhl beherbergt, und mit einer Zwiebelhaube bedeckt. 
Der Innenraum des Langhauses ist mit einer Flachdecke überspannt, der des Chors mit einem Stichkappengewölbe. Die Fresken schuf 1765 Johann Joseph Anton Huber. Von ihm stammt auch das Altarretabel des Hochaltars.